# Providentialisme
Le providentialisme est la doctrine selon laquelle la volonté de Dieu est évidente en chaque événement. Il peut en outre être décrit comme la conviction que le pouvoir de Dieu (ou Providence), est si complet que l'homme ne peut égaler la puissance divine, ni comprendre l'intégralité de son projet. Un autre aspect du providentialisme est la conviction que le plan de Dieu déborde tout contrôle humain, et que, parfois, cela peut s'exprimer par des événements apparemment néfastes survenant à de bonnes personnes. Il peut également être compris comme la conviction que tout ce qui survient, l'est pour le plus grand bien.
Joseph de Maistre est un illustre représentant de ce courant de pensée à la fin du XVIIIe siècle. Ainsi "la Révolution française, bien qu'elle semble être une initiative d'individus, est en fait, à ses yeux, une manifestation de la Providence, qui ne cesse d'intervenir dans le cours des affaires humaines" 
Le providentialisme a été l'objet de nombreuses discussions dans les cercles européens qui cherchaient à justifier l'impérialisme, au XIXe siècle, au motif que les souffrances causées par la conquête européenne se justifiaient par les motifs de la poursuite du plan de Dieu et de la diffusion du christianisme dans les pays lointains,,.
Le Marquis André de La Franquerie avec son ouvrage de référence La Mission divine de la France peut être considéré comme un auteur catholique providentialiste.
Le providentialisme, dans la continuité de la croyance religieuse, se confond avec le courant royaliste du même nom, selon lequel l'héritier de la Couronne de France sera désigné par Dieu pour prendre sa place sur le Trône. Au contraire des orléanistes et légitimistes, le providentialisme n'apporte son soutien à aucun des prétendants, car croyant en l'action de la Divine Providence qui ne laisserait aucun choix au peuple dans le choix de son suzerain. Ainsi, le providentialiste, avant d'être fidèle à l'homme sur le Trône, est fidèle à la Couronne qu'il porte.